# Die beiden Brüder (Giambattista Basile)
Die beiden Brüder (neapolitanisches Original: Li dui fratielle) ist ein Märchen (AaTh 613). Es steht in Giambattista Basiles Sammlung Pentameron als zweite Erzählung des vierten Tages (IV,2).

## Inhalt
Der Vater stirbt und rät seinen Söhnen zu tugendhaftem Leben. Der ältere studiert fleißig, ist aber unglücklich und arm. Als er deshalb seinen wohllebigen Bruder um Hilfe bittet, weist der ihn ab. Er will sich von einem Berg stürzen, doch auf dem Gipfel begegnet ihm Frau Tugend, und gibt ihm ein Heilpulver, mit dem er eine kranke Prinzessin heilt, und des Königs Rat wird. Sein Bruder, nun verarmt, will sich erhängen, dabei bricht der Balken und Geld fällt heraus. Dieses ist aber gestohlen, und er soll gehängt werden. Als sich seine Unschuld erweist, erkennt ihn sein tugendhafter Bruder und nimmt ihn auf.

## Bemerkungen
Rudolf Schenda bemerkt, wie Basile offenbar Mühe hatte, den Novellenstoff zum Märchen zu formen. Daher die Überladung mit Volksweisheiten des sterbenden Vaters, vgl. bei Basile II,4 Cagliuso, bei Straparola Salardo. Wieder führt Basile zur Wendung der Handlung eine Fee ein, die Szene ähnelt hier Torquato Tassos Epos Gerusalemme liberata (Canto XVII, ottava 61). Das Märchen erschien auf Deutsch zuerst 1845 in Kletkes Märchensaal, Nr. 13. Vgl. bei Grimm Der Faule und der Fleißige, Lew Nikolajewitsch Tolstois Die beiden Brüder und das Gold, Hermann Hesses Die beiden Brüder.